# Flame Towers
Flame Towers (em azeri:  Alov qüllələri) é um trio de arranha-céus em Baku, Azerbaijão, a altura da torre mais alta é 182 m (597 ft). As três torres em forma de chama simbolizam o elemento fogo - historicamente ressonante em uma região onde foguetes de gás natural disparam da terra e os adoradores do Zoroastrismo viram no fogo um símbolo do divino (principalmente no Ateshgah de Baku e Yanar Dag ). Os edifícios consistem em 130 apartamentos residenciais em 33 andares, uma torre de hotel Fairmont com 250 quartos e 61 apartamentos com serviços, e blocos de escritórios que fornecem 33.114 metros quadrados de espaço para escritórios. O custo das Flame Towers foi estimado em US $ 350 milhões. A construção começou em 2007, com conclusão em 2012. HOK foi o arquiteto do projeto, a DIA Holdings atuou como empreiteira de design e construção e a Hill International forneceu o gerenciamento do projeto.
As Flame Towers consistem em três edifícios: Sul, Leste e Oeste. As fachadas das três Flame Towers funcionam como grandes telas com a utilização de mais de 10.000 luminárias LED de alta potência, fornecidas pela subsidiária Osram Traxon Technologies e Vetas Electric Lighting.
Em junho de 2014, a Lamborghini abriu sua primeira filial no Azerbaijão, localizada no andar térreo da torre leste das Flame Towers.

## Iluminação
As Flame Towers são totalmente cobertas com telas de LED que mostram o movimento de um incêndio visível dos pontos mais distantes da cidade.
A luz mostra transições de chamas gigantes, as cores da bandeira azeri, uma figura agitando uma bandeira e tanques gigantes de água sendo enchidos. Os tempos de transição são de aproximadamente 2 minutos.

## Na cultura popular
O prédio foi destaque na Extreme Engineering, uma série de documentários para televisão que vai ao ar no Discovery Channel e no Science Channel. O episódio denominado "A incrível transformação do Azerbaijão" foi transmitido em 22 de abril de 2011 como parte da 9ª temporada.
As Flame Towers também apareceram com destaque em trailers antes de muitas inscrições para o Eurovision Song Contest 2012 hospedado em Baku (e, nos próximos 4 anos, com o trailer da pré-canção baseado na área de residência do cantor, aparece no trailer antes da canção do Azerbaijão.
As torres também são um marco importante no Battlefield 4, com o primeiro nível da campanha para um jogador ocorrendo em Baku. Além disso, as torres foram mostradas com frequência durante a cobertura do Grande Prêmio da Europa de Fórmula Um, realizado em Baku.

## Galeria

- Ficheiro:City of Baku 2011.jpg
- Ficheiro:Flame Towers (July 2012).jpg